# Ana Karina Marques Valentim Alves
Ana Karina Marques Valentin Alves (Ipojuca,[carece de fontes?] 2 de novembro de 1979) é bióloga, possui pós-graduação em micologia e é uma árbitra de futebol brasileira.
Além de árbitra, ela também é funcionária da Prefeitura de Ipojuca, em Pernambuco, e trabalha como professora.

## Profissional - acadêmico
Sua jornada na especialização acadêmica ocorreu após a defesa da dissertação sobre a "Análise das espécies de Ganodermataceae coletadas em Pernambuco e arquivadas no Herbário URM (supervisão conjunta)", em 2008 sob a orientação de Tatiana Baptista Gibertoni.[carece de fontes?]
Além desta contribuição, Ana Karina possui formação pela Universidade Católica de Pernambuco, onde teve atuação junto com as professoras Cristina Maria de Souza Motta, Laura Mesquita Paiva e Angela Coimbra dos Santos .

## Profissional - futebol
É árbitra da Federação Pernambucana de Futebol (FPF) desde 2002. Em 2009, passou para o quadro da Federação Internacional de Futebol (FIFA). Arbitra referência e um dos grandes exemplos do sexo feminino em Pernambuco e no Brasil.

### Jogos em 2017
A árbitra atuou na seguinte partida no Estado de São Paulo: Náutico (0) x (3) Pinheirense, pelo grupo A.[carece de fontes?]

### Jogos em 2018
Já no ano seguinte, a árbitra atuou nas seguintes partidas no Estado de São Paulo: Botafogo - PB (1) x (0) Sport pela semifinal; Vitória (5) x (0) Viana pelo grupo D; Sport (10) x (0) Canindé pelo grupo B; Skill Red x Boa Vontade.[carece de fontes?]

### Jogos em 2015
Estas são as partidas em 2015, segundo a CBF:
| Nº | Data                   | Competição                     | Fase      | Resultado           | Resultado | Resultado        | Estádio        | Função         |
| -- | ---------------------- | ------------------------------ | --------- | ------------------- | --------- | ---------------- | -------------- | -------------- |
| 1  | 4 de fevereiro de 2015 | Copa do Brasil Feminino        | 1ª fase   | Náutico             | 0 – 3     | São Francisco-PA | Aflitos        | Árbitra        |
| 2  | 5 de fevereiro de 2015 | Copa do Brasil Feminino        | 1ª fase   | América-PE          | 2 – 2     | União Desportiva | Aflitos        | Quarta árbitra |
| 3  | 4 de março de 2015     | Copa do Brasil Feminino        | Quartas   | Vitória das Tabocas | 2 – 1     | Rio Preto        | Carneirão      | Quarta árbitra |
| 4  | 25 de março de 2015    | Copa do Brasil Feminino        | Semifinal | Vitória das Tabocas | 2 – 1     | Ferroviária      | Carneirão      | Árbitra        |
| 5  | 13 de setembro de 2015 | Campeonato Brasileiro Feminino | 1ª fase   | Vitória das Tabocas | 0 – 0     | Botafogo-PB      | Carneirão      | Árbitra        |
| 6  | 22 de setembro de 2015 | Copa do Brasil Sub-20          | 1ª fase   | Sport               | 2 – 2     | Atlético Mineiro | Ilha do Retiro | Árbitra        |

## Atuações
Ana apitou a final que envolve São Matheus e Magana, que aconteceu no Campeonato dos Sítios de Santa Cruz do Capibaribe, após o anúncio foi feito no início da tarde desta sexta-feira (14) por Rubens Monteiro, secretário executivo de esportes, durante o programa Patrulha do Agreste da Rádio Polo FM 